# Sabulodes gortyniaria
Sabulodes gortyniaria är en fjärilsart som beskrevs av Charles Oberthür 1911. Sabulodes gortyniaria ingår i släktet Sabulodes och familjen mätare. Inga underarter finns listade.